# Nymphon apertum
Nymphon apertum är en havsspindelart som beskrevs av Turpaeva 2004. Nymphon apertum ingår i släktet Nymphon och familjen Nymphonidae. Inga underarter finns listade i Catalogue of Life.